# Maashaven (metrostation)
Het Rotterdamse metrostation Maashaven is een station van lijn D en lijn E gelegen op een viaduct aan het uiteinde van de Maashaven op de zuidoever van de Nieuwe Maas. Bij station Maashaven kan worden overgestapt op tramlijn 2. 
Het station is hoog gelegen en heeft een tamelijk imposante structuur. De stationshal "zweeft" boven het straatniveau, direct onder de perrons. Uitgangen verbinden de hal direct met de tramhalte. Twee liften, die niet tot het oorspronkelijke ontwerp van het station behoorden en later zijn geïnstalleerd, leiden van de perrons direct naar de straat.
Het station werd geopend in 1968 bij de ingebruikname van de Rotterdamse metro.

## Metro's die vertrekken vanaf Maashaven
| Lijn  | Bestemming 1       | Bestemming 2          |
| ----- | ------------------ | --------------------- |
| 03    | Rotterdam Centraal | Spijkenisse De Akkers |
| 03bis | Den Haag Centraal  | Slinge                |

## Tramhalte
Op de tramhalte stopt hier de volgende tramlijn van de RET:
| Lijn | Bestemming                               | Via |
| ---- | ---------------------------------------- | --- |
| 2    | Kromme Zandweg (Charlois) - Keizerswaard | Brielselaan, Wolphaertsbocht, Maashaven, Hillevliet, Randweg, Beukendaal, Molenvliet, Station Rotterdam Lombardijen, Reyerdijk |

Rotterdam Centraal  · Stadhuis · Beurs · Leuvehaven · Wilhelminaplein · Rijnhaven · Maashaven · Zuidplein · Slinge · Rhoon · Poortugaal · Tussenwater · Hoogvliet · Zalmplaat · Spijkenisse Centrum · Heemraadlaan · De Akkers
Den Haag Centraal  · Laan van NOI  · Voorburg 't Loo · Leidschendam-Voorburg · Forepark · Leidschenveen · Nootdorp · Pijnacker Centrum · Pijnacker Zuid · Berkel Westpolder · Rodenrijs · Meijersplein/Airport · Melanchthonweg · Blijdorp · Rotterdam Centraal  · Stadhuis · Beurs · Leuvehaven · Wilhelminaplein · Rijnhaven · Maashaven · Zuidplein · Slinge